# Mühle von Rönn
Die Mühle von Rönn ist eine historische Mühlenanlage in Osterholz-Scharmbeck. Die Anlage an der Lindenstraße 40 bestimmt das Stadtbild und gilt als eines der Wahrzeichen von Osterholz-Scharmbeck. Die Anlage wurde in den 1880er Jahren erbaut und wird heute als kulturelles Zentrum genutzt.

## Geographie
Die Mühle steht exponiert an einer der höchsten Stellen im Stadtgebiet und ist weithin sichtbar. An dem Standort befindet sich auch eine Wetterstation der Meteomedia AG für die Stadt Osterholz-Scharmbeck.
Weitere Windmühlen finden sich am Hafen im Stadtteil Osterholz (allerdings ohne Flügel) und im Stadtteil Sandhausen-Myhle (aus dem Jahre 1795).

## Geschichte
Zu der Entstehung der Anlage gibt es verschiedene Angaben:
Eine Quelle spricht davon, dass sie am 14. Dezember 1882 ihren Betrieb aufnahm. Die Anlage war von Müllermeister W. Peters aus Hanstedt auf einem der höchsten Punkte des damaligen Fleckens Scharmbeck errichtet worden. Im Dezember 1886 zerstörte ein schwerer Sturm die vier Mühlenflügel und ein jahr später zog Peters nach Otterndorf und übergab die Mühle an den neuen Besitzer J. D. Steffens. Die Mühle wechselte schnell darauf im Jahr 1888 wieder ihren Besitzer und der heutige Namensgeber Wilhelm von Rönn kaufte die Mühle. 1895 übernahm sein Bruder Albertus von Rönn die Mühle. Dieser übte auch politische Ämter aus und wurde zunächst 1908 zum „Bürgervorsteher 3. Klasse“, 1909 in den Magistrat, 1910 zum 1. Ratsherrn und 1929 zum Landtagsabgeordneten in Hannover gewählt.
Anderen Angaben zufolge wurde die Mühle 1882/83 auf ein vorhandenes Wohnhaus aufgesetzt. Sie soll eine doppelstöckige Viergänge-Holländer-Mühle mit einem Windwerk aus fünf Flügeln und ohne Galerie und Windrose gewesen sein. Erst nach 1888 sei sie von der Familie von Rönn auf vier Flügel umgerüstet worden.
1911 wurde eine Windrose angebaut und 1937 die Windkraft zunächst durch Gas, später durch mehrere Elektromotoren ergänzt. Gleichzeitig erhielt die Mühle für damalige Verhältnisse moderne Flügel (sogenannte Ventikanten) und verbesserte dadurch ihre Mahlleistung. 1939 zerstörte ein Orkan das Mühlenkreuz und die Mahlgänge wurden ab diesem Zeitpunkt nur noch elektrisch angetrieben. 1958 wurde ein neues Flügelkreuz mit sogenannten Segelgatterflügeln aufgesetzt. Dieses wurde allerdings zum Mahlen nicht mehr genutzt.
2002 wurde mit einer grundlegenden Sanierung begonnen, 2004 schloss die Stadt einen Nutzungsvertrag mit dem Bürgerverein ab, der im Mühlengebäude ein Mühlenmuseum einrichtete.

## Die Mühle heute
Die Mühle wurde in den 1990er Jahren aus privater Initiative saniert und zu einem Mühlenmuseum erweitert. 1993 zog die Biologische Station Osterholz (BioS) in das Haupthaus ein und nutzt dieses mit 20 haupt- und ehrenamtlichen Mitarbeitern.
Seit 1998 nutzt die Meteomedia AG den Standort (auf und vor der Mühle) für eine Wetterstation.
Seit Dezember 2006 betreibt die Stiftung Maribondo da Floresta das Mühlencafé.